# Коронавірусна хвороба 2019 на Палау
Епідемія коронавірусної хвороби 2019 на Палау — це поширення пандемії коронавірусної хвороби 2019 на територію Палау. Перший випадок хвороби в країні зареєстрований 31 травня 2021 року. Станом на серпень 2021 року Палау мала один із найвищих показників вакцинації проти COVID-19 у світі: приблизно 84 % населення було повністю вакциновано.

## Хронологія
Палау рано розпочав запровадження прикордонного контролю після повідомлення про початок епідемії коронавірусної хвороби. Президент Палау Томмі Ременгесау видав розпорядження про призупинення всіх чартерних авіарейсів з Китаю, Макао та Гонконгу з 1 по 29 лютого 2020 року. З березня 2020 року кордони країни були закриті. З квітня закриті всі навчальні заклади в країні. Також президент країни заборонив в'їзд до Палау. Запроваджено обов'язковий карантин для всіх осіб, які не є громадянами Палау, та нещодавно в'їхали до країни.
1 квітня 2021 року Палау та Тайвань створили «бульбашку для поїздок», що дозволяє жителям обох країн вільно пересуватися між двома країнами.
31 травня 2021 року на Палау зареєстровано перший випадок COVID-19. Президент країни Сурангел Віппс повідомив, що ризик інфікування коронавірусом для інших людей є низьким, і що результати тестування всіх осіб, які мали тісний контакт з хворим, були негативними. Президент також підкреслив, що більшість населення була щеплена проти COVID-19.
11 червня повідомлено про другий випадок коронавірусної хвороби в країні.
Станом на 24 серпня 2021 року нових випадків хвороби в країні не зареєстровано.

## Вакцинація
Вакцинація жителів Палау проти COVID-19 розпочалась у 2021 році. Як країна, що знаходиться у вільній асоціації зі США, Палау отримала вакцини згідно з програмою «Operation Warp Speed». За даними міністерства охорони здоров'я країни, вакцинація розпочалась 3 січня 2021 року, і станом на 12 квітня 2021 року 40 % населення країни було повністю вакциновано. До 26 травня 2021 року приблизно 96 % дорослого населення країни (старші 18 років) було повністю вакциновано. На момент виявлення першого випадку хвороби вакциновано 97 % дорослого населення, приблизно 70 % усіх жителів країни. Також повідомлено про плани розпочати щеплення від COVID-19 підлітків з 12 до 17 років.
До початку серпня 2021 року 65 % дітей віком від 12 до 17 років отримали принаймні одну дозу вакцини, в результаті чого 80 % відповідного населення країни були повністю вакциновані. Станом на 24 серпня 2021 року 14938 дорослих отримали щонайменше 1 дозу, 14447 з них були повністю вакциновані. Ще 1146 підлітків (віком від 12 до 17 років) отримали щонайменше 1 дозу, 835 з них були повністю вакциновані. Населення Палау становило 18 092 особи, тобто приблизно 84,5 % загального населення було повністю вакциновано.